# Либерално-демократска партија Авганистана
Либерално-демократска партија Авганистана је политичка партија у Авганистану. Партија заступа прагматичку идеологију центра са неким елементима социјализма. Партија се противи екстремизму и залаже заштиту људскиг права и једнакост за све грађане Авганистана. Партија се залаже за секуларно друштво и идеале либералне демократије. 